# Mar bar Rav Ashi
Mar bar Rav Ashi (in ebraico ר בר רב אשי‎?; ... – 468) è stato un rabbino babilonese, vissuto nel V secolo d.C., appartenente alla settima generazione di amoraim. Si firmava come Tavyomi (o Tabyomi, in ebraico : טביומי), che fu il suo nome o soprannome.

## Il nome
Abraham ibn Dawud (XII secolo) affermò che Tavyomi è il suo nome di persona, che in aramaico significa "bei giorni" (tav = buono, yomei = giorni), che furono in effetti prevalenti durante la sua vita. La sua attività pubblica fu segnata dalla persecuzione del re sasanide Yazdgard II, la cui morte nel 457 fu parzialmente ascritta alla potente preghiera di Tavyomi.
Il suo nome è noto anche come  Mar bar Rav Ashi, maestro figlio di Rav Ashi.

## Biografia
Acquisì la fama di noto studioso, quando il fratello era ancora in vita,. Nei frammenti sopravvissuti vi è il riferimento ad un matrimonio celebrato nella dimora paterna. 

Secondo le notizie di ibn Dawud, Tavyomi continuò col rabbino Maremar la revisione definitiva del Talmud babilonese iniziata dal padre, al quale tuttavia non succedette come membro dell'accademia di Sura fino al 455 (ד'רט"ו, nel calendario ebraico), a 28 anni dalla morte. Fu scelto secondo le circostanze eccezionali previste dal Talmud, conservando questo ruolo fino alla morte, avvenuta alla fine dello Yom Kippur nel 468.
Si hanno poche notizie riguardo alla sua attività pubblica. È noto che fu il giudice di una contesa sulle norme kashrut fra gli esilarchi, mentre rifiutò di giudicare gli studiosi della Torah, dicendo: «amo ogni studioso quanto me stesso; e nessuno potrebbe proferire un giudizio imparziale riguardo a sé stesso».
Un ulteriore aneddoto riguarda la sottomissione di un demone, tipica della visione del tempo e della sua immagine pubblica.

Una regola del Seder Tanna'im veAmora'im gli attribuì l'autorità decisionale sulle contese inerenti l'Halakhah, con due sole eccezioni. Priva di riscontri nei testi aggadici, la regola è di probabile origine savoraim.